# Piaçava
Piaçava, piaçaba, piaçá, coqueiro-piaçaba, japeraçaba, pau-piaçaba, piaçabeira, piaçaveira e vai-tudo são os nomes populares de duas espécies (Attalea funifera e Leopoldinia piassaba) de palmeira cujas fibras são usadas na fabricação de vassouras, artesanato e coberturas de cabanas. A Attalea funifera é uma espécie de piaçava endêmica da Mata Atlântica na Bahia, no Brasil e a Leopoldinia piassaba é uma espécie endêmica da região Amazônica. Os nomes "piaçava",  "piaçaba" e "piaçá" também designam as vassouras que são fabricadas com essa fibra. Seu nome tem origem etimológica na língua tupi, significando "instrumento de varrer". De peir, varrer, e o sufixo -saba, que, no caso, significa "instrumento de".
Possui um estipe cilíndrico, que parte desde o subsolo até os 15 metros de altura, folhas eretas, verde-escuras. A fibra dura e flexível é extraída das margens dos pecíolos e geralmente utilizada na confecção de vassouras e escovas de excelente qualidade. Suas sementes, por sua vez, fornecem marfim-vegetal.
Essa palmeira fora primeiramente citada na carta de Pero Vaz, em que se registravam os fatos, costumes e espécies encontradas durante o período de descobrimento do Brasil em 1500 sem que tenha sido descrito o seu uso, apenas a sua existência. Durante o período colonial brasileiro as fibras eram procuradas pelos navegadores de diversos locais para fabricar cordas utilizadas como amarra de navios, por  serem mais seguras às embarcações.

## Família
A piaçava é uma planta pertencente à família Arecaceae, também conhecida pelo nome obsoleto Palmae, cujas plantas pertencentes apresentam flores monocotiledóneas. A família inclui 183 gêneros com cerca de 2600 espécies descritas. A seiva de algumas espécies passam por processos de fermentação para produzir o vinho de palma.

## Etimologia
A palavra piaçaba tem origem no tupi-guarani ‘pyá-açaba’ e significa, na linguagem tupi, o traspasse de apertar, a atadura.

## Características morfológicas[4]
- Árvore: podem apresentar tamanhos até 15 metros de altura;
- Tronco: caracteriza-se por ser cilíndrico, e apresentar 30 cm de diâmetro em sua fase adulta.
- Folhas: são retas com ponta ligeiramente curvada. Podem medir nove metros de comprimento.
- Flores: estão numerosas, pequenas e de coloração branco-amareladas, as pétalas brotam em cachos de flores mistas, femininas e masculinas.
- Fruto: coloração esverdeada para dourada, de 10 a 15 cm de comprimento por 5 a 9 cm de diâmetro, apresenta casca lisa e dura, polpa macia, esbranquiçada e ligeiramente oleosa.
- Semente: possui o interior branco, revestida por uma camada rígida marrom.

## Cultivo
A Attalea funifera pode ser facilmente encontrada ao longo da faixa litorânea brasileira, normalmente em áreas de restinga, onde existe em abundância. Essa espécie de piaçava cresce adequadamente em terrenos sedimentares e arenosos. Podem ocorrer também em solos com baixa concentração de argila, desde que sejam permeáveis. Não ocorrem em solos argilosos ou alagados. Vegeta espontaneamente nas áreas de transição entre a faixa costeira e as áreas de solo mais compacto, vegetando melhor nos solos arenosos, leves e profundos. Uma das características importantes é de ser uma planta bem adaptada a solos de baixa fertilidade natural, considerados impróprios para outras culturas. A Attalea funifera desenvolve-se abundantemente na restinga do sul da Bahia e norte do Espírito Santo, mas principalmente nos distritos de Santa Cruz, Belmonte e Porto Seguro, na Bahia, onde as palmeiras formam verdadeiras florestas. Já a Leopoldinia piassaba é uma espécie de piaçaba endêmica da bacia do Rio Negro.
As plantas estão distribuídas desordenadamente podendo estar em diferentes estágios de desenvolvimento vegetativo, competindo com outras espécies. Quando plantadas de seguindo critérios e racionais, começa a produzir a partir do décimo quarto semestre.

## Extrativismo
A necessidade de pouco recurso financeiro para cultivar torna a piaçava uma opção agrícola atraente, visto que apresentam pequenos riscos de prejuízos mas altos rendimentos aos produtores. Quando plantadas seguindo todos os critérios necessários, as palmeiras começam a produzir a partir do sétimo ano.
A piaçava possui diferentes denominações que variam de acordo com a sua idade. Até os três anos, é chamada de Patioba; quando está entre os 3 aos 12 anos é chamada de bananeira, quando começa a produzir a fibra de piaçava e já apresenta frutos; dos 12 aos 15 anos é chamada de coqueiro jovem, é mais alta e mais difícil de cortar a piaçava, está no auge de produção; a partir dos 15 anos é conhecida como coqueiro velho, período em que a produção começa a cair mas continua por mais de 50 anos
As piaçavas menores apresentam uma fibra de coloração vermelha, enquanto as mais velhas apresentam coloração mais escura.
Geralmente, as piaçavas são colhidas na propriedade de fazendeiros através do sistema de meia, onde o fazendeiro contrata cortadores e fica com metade da piaçava coletada ou do valor obtido com a venda, pagando a outra metade ao cortador.

### Dificuldades na etapa de coleta[11]
Existem algumas dificuldades no extrativismo da Piaçava, dentre as principais podemos citar:
- Riscos ao funcionário cortador de se cortar com o instrumento utilizado para realizar o corte ou até mesmo com a própria piaçava;
- Perigo de ser picado por animais peçonhentos;
- Os coletores geralmente são mal remunerados visto que muitos deles trabalham como autônomos;
- O corte, muitas vezes, não é supervisionado, consequentemente os cortadores acabam entrando em áreas não autorizadas para a colheita e, nesses casos, para obter mais fibra de uma só vez, muitos cortadores cortam mais do que o necessário, prejudicando a sua recuperação, ou mesmo matando a árvore.

## Usos
A Piaçava da Bahia, por exemplo, é uma grande contribuidora para a sustentabilidade econômica de comunidades que a utilizam como matéria-prima para a confecção de artesanatos. Nos últimos anos, esses produtos passaram a ser comercializados por empresas particulares e instituições públicas, trazendo para a comunidade uma perspectiva maior de inclusão social.

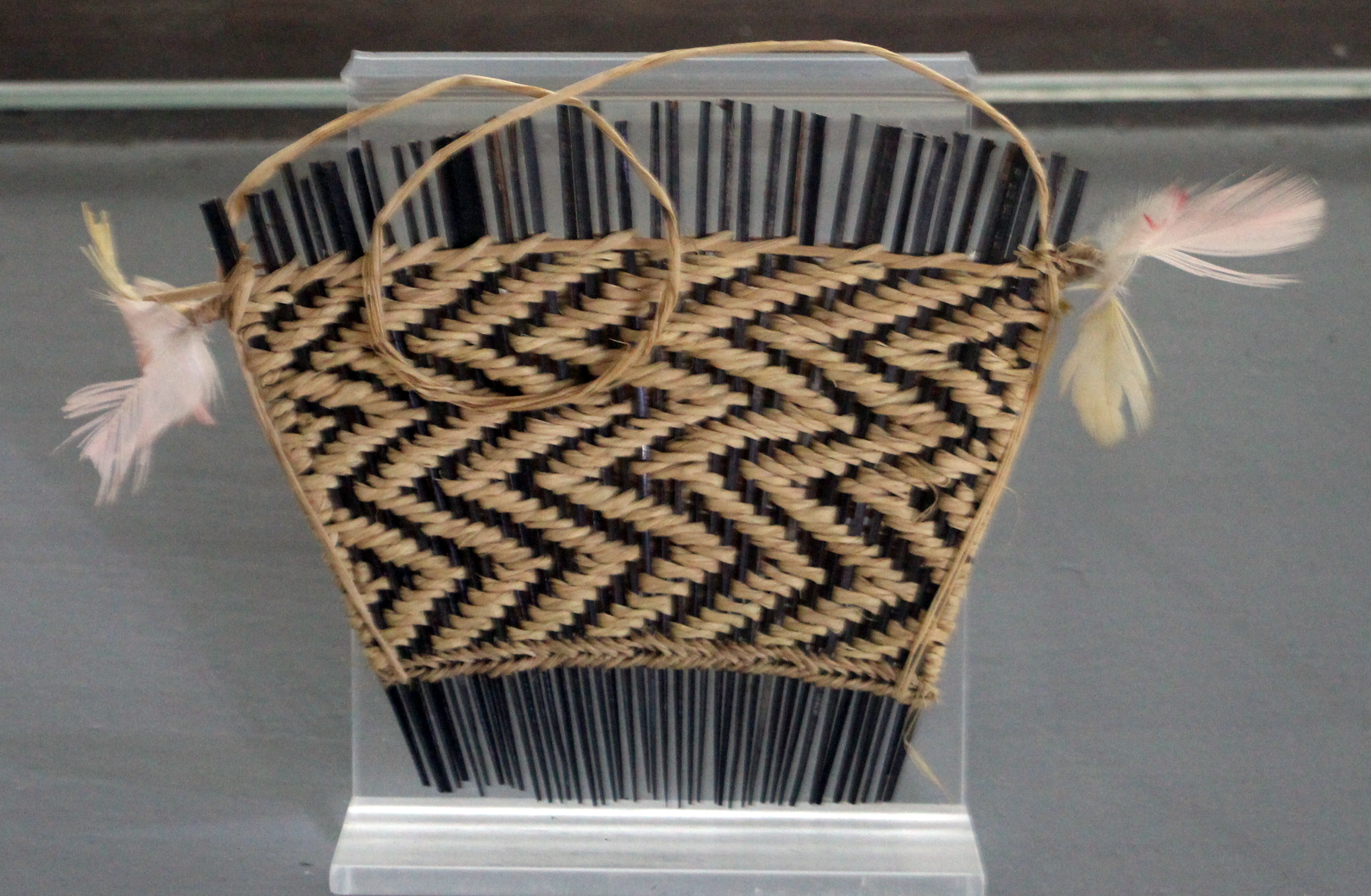
Artesanato feito com a fibra da piaçava

A importância econômica da piaçaveira está justamente na extração e industrialização de suas fibras, destacando-se a utilização das mesmas para a fabricação de vassouras e escovões, por exemplo. Durante vários séculos, a utilização das fibras se restringia exclusivamente para amarras (cordas reforçadas) para navios pela sua flexibilidade e alta resistência à salinidade.
O produto principal da piaçaveira é a fibra, no entanto, existem os subprodutos. São eles a borra, palha, coquilho e sementes. As sementes podem ser usadas na indústria de cosméticos, tendo como matéria-prima o fino óleo extraído da amêndoa. Os frutos, além do aproveitamento para formação de mudas destinadas às ações de recuperação de áreas degradadas e para ampliação de áreas cultivadas, despontam como uma grande alternativa na utilização como carvão vegetal (incluindo os frutos velhos e os estragados) para indústrias e siderúrgicas e carvão ativado para velas de filtros de água. A piaçaveira oferece, além da fibra, uma grande quantidade de frutos. A polpa pode ser empregada para fazer farinha, por exemplo, enquanto o caroço, carvão de qualidade.
A fibra também é utilizada em escovões dos carros de limpezas de ruas. Países estrangeiros importam a piaçava para fazer equipamentos de varredura. Os Estados Unidos e a Rússia, por exemplo, usam a piaçava em equipamentos para varrer a neve. Além destes, a fibra de piaçava extraída da Leopoldinia piassaba, conhecida como piaçava do Pará, é utilizada para escovas, vassouras, chapéus e cestos.